# Eduardo Martínez de Pisón
Eduardo Martínez de Pisón (* 1. ledna 1937 Valladolid) je španělský geograf, spisovatel, horolezec a emeritní profesor geografie na Universidad Autónoma de Madrid.
Kromě pedagogické činnosti hojně publikuje, specializuje se na fyzickou geografii. V roce 1991 obdržel španělskou cenu za ochranu životního prostředí. Je korespondentem za Španělsko pro World Glacier Monitoring System. V období 1991 až 1995 byl předsedou španělské sekce SCAR.

## Publikace
- Montañas (Barcelona, 2003)
- En torno al Guadarrama (Madrid, 2006),
- Miradas sobre el paisaje (Madrid, 2009)
- El sentimiento de la montaña (Madrid, 2010), spoluautor Sebastián Álvaro.
- El largo hilo de seda: viaje por las montañas y los desiertos de Asia Central (Madrid, 2011).
- Montañas dibujadas (Madrid, 2011)
- Más allá del Everest (Madrid, 2012)
- Imagen del paisaje: la Generación del 98 y Ortega y Gasset (Madrid, 2012)